# مولتن اسنتک

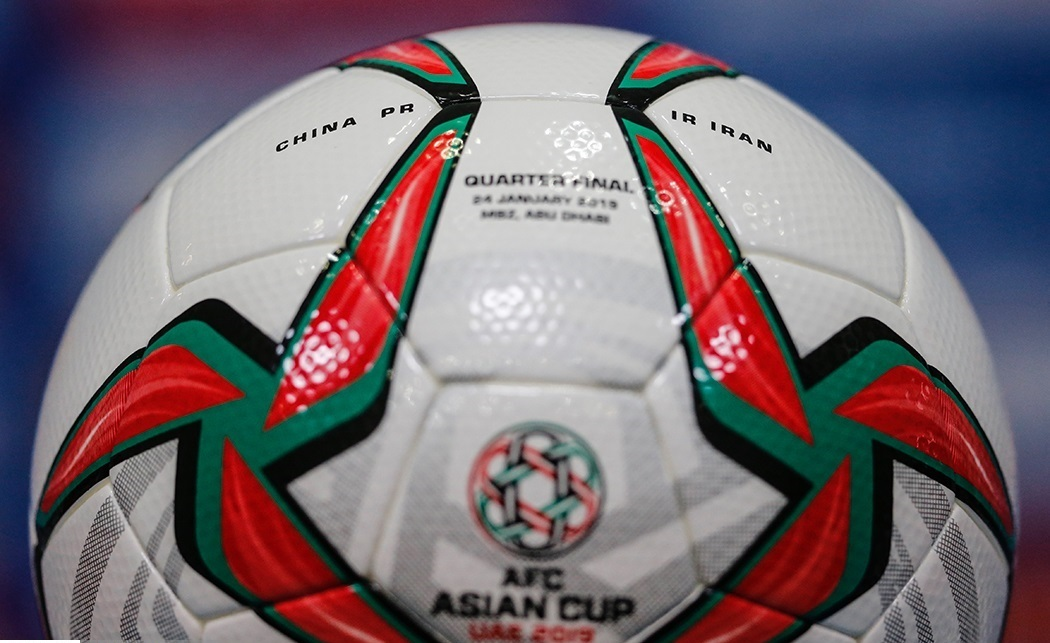
توپ در طول جام ملت‌های آسیا ۲۰۱۹

مولتن اسنتک (به انگلیسی: Molten Acentec) توپ رسمی مسابقات جام ملت های آسیا ۲۰۱۹ است.

## طراحی

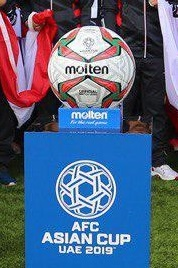

مولتن کورپوریشن که به طراحی توپ والیبال و بسکتبال معروف است، توسط امارات متحده عربی میزبان این تورنمنت برای طراحی توپ انتخاب شد. این اولین بار بود که مولتن برای یک تورنمنت فوتبال انتخاب می‌شد.
به گفته این شرکت، مولتن توپ‌های مسابقات را که به‌طور ویژه برای جام ملت‌های آسیا طراحی شده‌بود را با بهره‌گیری از طراحی اساسی مدل گل سرسبد مولتن وانتاگیو ۵۰۰۰ فوتبال برتر عرضه خواهد کرد.